# NRG Stadium
NRG Stadium, dawniej Reliant Stadium – stadion wielofunkcyjny z rozsuwanym dachem w Houston, na którym swoje mecze rozgrywa futbolowy zespół ligi NFL Houston Texans.
Budowę stadionu rozpoczęto w 2000 roku, a pierwszy mecz odbył się 24 sierpnia 2002, gdy Houston Texans podejmowali Miami Dolphins. Stadion, który w latach 2002–2014 nosił nazwę Reliant Stadium, ma pojemność 71 795 miejsc. W 2008 huragan Ike, który przeszedł na Teksasem, uszkodził konstrukcję dachu.
NRG Stadium był areną Copa América 2016, Złotego Pucharu CONCACAF, meczów college football i Final Four koszykarskiej ligi NCAA, a także dwukrotnie Super Bowl, po raz pierwszy w 2004 roku. Na stadionie miały miejsce również koncerty, między innymi The Rolling Stones, Metalliki, U2, Taylor Swift, Beyoncé i Guns N’ Roses.
| Data          | Super Bowl | Zespół               | Wynik         | Zespół            | Widzów |
| ------------- | ---------- | -------------------- | ------------- | ----------------- | ------ |
| 1 lutego 2004 | XXXVIII    | New England Patriots | 32:29         | Carolina Panthers | 71 525 |
| 5 lutego 2017 | LI         | New England Patriots | 34:28 (dogr.) | Atlanta Falcons   | 70 807 |